# USS Enterprise (NCC-1701-E)
La USS Enterprise NCC-1701-E è un'astronave immaginaria appartenente all'universo di Star Trek. È la settima astronave a curvatura della Flotta Stellare a portare questo nome. Compare nei film Primo contatto, L'insurrezione e La nemesi.

## Storia
Il vascello viene varato in data stellare 49827.5 (2372) dai cantieri navali di San Francisco, dal capitano Jean-Luc Picard, un anno dopo la distruzione dell'astronave USS Enterprise (NCC-1701-D) e un anno prima dei fatti narrati in Primo contatto fu la prima nave a montare un reattore di curvatura di ottava generazione e due reattori a impulso magnetodinamici di ultima generazione.
Nel 2373 l'Enterprise E guidò la battaglia nel Settore 001 (il sistema terrestre) contro il cubo Borg. Quest'ultimo, prima di essere distrutto, espulse un'astronave di riserva a forma di sfera che effettuò un viaggio indietro nel tempo per impedire il primo viaggio a curvatura di Zefram Cochrane; l'Enterprise E la seguì e infine la distrusse ma dovette subire un attacco Borg e una parziale assimilazione. Dopo aver svolto la missione e riparato i danni, nel 2375 l'astronave riuscì a evitare una rilocazione forzata dei Ba'ku da parte dei Son'a.
Quattro anni dopo il vascello venne seriamente danneggiato durante una battaglia con Shinzon. L'astronave venne lanciata in rotta di collisione contro la nave di Shinzon per impedire all'astronave di distruggere ogni forma di vita sulla Terra. L'USS Enterprise E dopo la battaglia fece ritorno ai cantieri per effettuare le riparazioni.
Il suo destino fu secretato dalla Flotta, anche se nell'episodio Vox di Star Trek: Picard i personaggi di The Next Generation ne parlano di come sia «inutilizzabile» e alludono che Worf (che ne fu ultimo capitano) ne sia la causa.

## Disposizione dei servizi a bordo
- Ponte 1: plancia, sala tattica, sala conferenze e osservazioni;
- Ponte 2: sala riunioni, alloggi ufficiali;
- Ponte 3: portelli d'attracco 1 (sinistra), 2 (dritta) e 3 (poppa), alloggi ufficiali, vip e ospiti;
- Ponte 4: alloggi ufficiali, holodeck, hangar navette;
- Ponte 5: alloggi ufficiali, nucleo principale del computer, palestra, hangar navette;
- Ponte 6: controlli del nucleo principale del computer, stive di carico 1 e 2, livello superiore dei nuclei del computer principale 1 e 2, livello superiore del hangar navette principale, motori ad impulso (sinistra e dritta);
- Ponte 7: infermeria, ufficio dell'ufficiale medico capo, ufficio del consigliere, laboratori scientifici principali, nucleo del computer principale, motori ad impulso(sinistra e dritta), hangar navette principale;
- Ponte 8: nucleo del computer principale, alloggi ufficiali inferiori ed equipaggio, laboratori scientifici secondari, motori ad impulso principali, phaser, ufficio del capo degli ufficiali tattici, prigione principale, controlli secondari delle armi, armeria secondaria, livello superiore manutenzione e supporto hangar navette, livello superiore sala di poppa, sale teletrasporto 1 e 2, holodeck 4 (First Contact);
- Ponte 9: ponte ricreazione, alloggi, holodeck, portello d'attracco dorsale, supporto vitale, sale teletrasporto 3 e 4, livello inferiore manutenzione e supporto hangar navette, assemblaggio iniettore deuterio reattore materia/antimateria, sala di poppa, stiva;
- Ponte 10: livello superiore area supporto sala macchine, controlli del deflettore secondario, alloggi, assemblaggio iniettore deuterio, nucleo del motore a curvatura, stiva;
- Ponte 11: sala macchine, centro primario manutenzione e supporto, controlli lanciasiluri di prua, alloggi, cartografia stellare, controlli del deflettore, deflettore di navigazione secondario, nucleo del motore a curvatura, stiva, idroponia;
- Ponte 12: livello inferiore sala macchine, compartimento dei sistemi primari di supporto, supporto vitale, alloggi, santabarbara anteriore di prua, secondo hangar navette, nucleo del motore a curvatura, lanciasiluri di prua;
- Ponte 13: alloggi, stoccaggio del deuterio, distribuzione energia, ufficio dipartimento operazioni, lanciasiluri di prua, secondo hangar navette, deflettore principale, nucleo del motore a curvatura;
- Ponte 14: alloggi, stiva principale, livello inferiore controlli siluri di prua, stoccaggio deuterio, attracco yacht del capitano, secondo hangar navette, deflettore principale, nucleo del motore a curvatura;
- Ponte 15: controlli del nucleo secondario del computer, alloggi, sale teletrasporto 5 e 6, controlli ed emettitore del raggio traente secondario di poppa, hangar navette, livello superiore sala macchine, manutenzione e supporto hangar navette, livello superiore nucleo secondario del computer, condotti di trasferimento del plasma, sala macchine, nucleo del motore a curvatura, deflettore principale;
- Ponte 16: nucleo secondario del computer, hangar manutenzione shuttle principale, laboratori scientifici, sala macchine, nucleo del motore a curvatura, deflettore principale;
- Ponte 17: nucleo secondario del computer, cartografia stellare, ufficio del capo degli ufficiali scientifici, microlaboratori, emettitore di poppa del raggio traente, nucleo del motore a curvatura, deflettore principale;
- Ponte 18: controlli ed emettitore del raggio traente principale, controlli ambientali, controlli lanciasiluri di poppa, nucleo del motore a curvatura, deflettore principale;
- Ponte 19: sale teletrasporto 7 e 8, gestione rifiuti, supporto vitale, lanciasiluri di poppa, santabarbara siluri, nucleo del motore a curvatura;
- Ponte 20: prigione, armeria, centro di controllo dei condotti trasferimento dell'energia, supporto vitale, lanciasiluri di poppa, santabarbara siluri, nucleo del motore a curvatura;
- Ponte 21: centro di supporto e manutenzione, sistemi di supporto secondari, generatori gravimetrici di polaroni, stoccaggio antimateria, emettitore di prua raggio traente, nucleo del motore a curvatura;
- Ponte 22: stoccaggio antimateria, generatore antimateria, nucleo del motore a curvatura;
- Ponte 23: iniettore antimateria, stoccaggio antimateria, reattori iniezione antimateria, nucleo del motore a curvatura;
- Ponte 24: iniettore antimateria, stoccaggio antimateria.

## Filmografia
- Primo contatto (Star Trek: First Contact), regia di Jonathan Frakes (1996)
- Star Trek - L'insurrezione (Star Trek: Insurrection), regia di Jonathan Frakes (1998)
- Star Trek - La nemesi (Star Trek: Nemesis), regia di Stuart Baird (2002)